# Antonio Bermúdez Franco
Antonio Bermúdez Franco (29 de septiembre de 1905-25 de julio de 1974) fue un caricaturista, artista plástico e ilustrador argentino. 

## Biografía
Nació en Capital Federal, en pleno barrio de San Telmo un 29 de septiembre de 1905 y falleció el 25 de septiembre de 1974. Empezó a dibujar siendo muy niño; sus juguetes predilectos fueron las líneas, con las que armó sus primeras caricaturas.
A los trece años publicó su Primer álbum de caricaturas (1919), en el que ya se ubicaba dentro de un estilo vanguardista. Fue alumno de dibujo del maestro Eugenio Daneri, pintor argentino muy reconocido. Siendo adolescente realizó una exposición en Río de Janeiro, colaboró en la revista Atlántida y participó en el primer Salón de Humoristas realizado en Buenos Aires, por obra de los famosos "Pelele y Columba", con un conjunto de caricaturas de políticos y escritores argentinos. 

## Viaje a España
En 1922 ,a los 19 años viajó a Madrid, vivió durante casi dos años en el ambiente artístico, estudió el Museo del Prado, y trabó una amistad con Luis Bagaría, maestro catalán, concurrió a las peñas adonde asistían muchos de los grandes de esa época y conoció entre ellos a Marañón, que calificó a sus caricaturas de interpretaciones, a Ortega y Gasset y Pérez de Ayala entre otros.
Al regresar a su patria se radicó en la provincia de San Juan, donde inició una nueva búsqueda artística. Comenzó a trabajar intensamente, de ahí surgieron una serie de acuarelas sobre personajes autóctonos de Tulum que recorrieron Madrid, París y Roma, con significativos elogios de la crítica. En 1925 participó en el XI Salón de la Sociedad de Acuarelistas, Pastelistas y Aguafuertistas con 8 composiciones a la acuarela y tinta china sobre temas de Tulum (antiguo nombre de la provincia de San Juan), como El hombre de Tulum y La tejedora. Este último fue adquirido este último por el Museo Nacional de Bellas Artes y expuesto en la muestra que la Revista Martín Fierro realizó en el 2010.

## Exposiciones
En 1926, realizó una exposición de caricaturas en el ex Salón Chandler de Buenos Aires, que suscitó polémica entre los críticos; en esa época nació su amistad con Ricardo Guiraldes e ingresó a los grupos Proa y Martín Fierro. También comenzó una franca amistad con José Sebastián Tallon (cuya caricatura se encuentra en el Café Tortoni), los hermanos Raúl González Tuñón y Enrique González Tuñón, Evar Mendez, Benito Quinquela Martín, que lo llevó al famoso Café donde se creó la Peña del Tortoni. Fue socio fundador de la misma, trabando amistad con Baldomero Fernández Moreno, Francisco Luis Bernárdez, Juan de Dios Filiberto, César Tiempo, José de España y tantas otras figuras célebres del arte y la literatura. De este año datan sus colaboraciones, como caricaturista, en Crítica y Atlántida.
En el año 1927, el entonces ministro de Instrucción pública, Antonio Sagarna, lo nombró como profesor de Dibujo en la Escuela Normal y en el Colegio Nacional de San Rafael. Allí comenzó una entrañable amistad con Alfredo R. Bufano y Fausto Burgos, y conoció a Josefina Butti, hija de Don Servando Butti, reconocido pionero de San Rafael , con quien se casó en 1930. Allí también nacieron sus tres hijos, Leonardo, Rubén y Norma. Durante su larga permanencia en ese valle, pintó, escribió y enseñó. Fueron sus alumnos, entre otros, Juan Solano Luis, Iverna Codina, Luis Ricardo Casnati, Nélida Salvador, Antonio Salonia y Ernesto Uelschi. Durante esos años sanrafaelinos llegó a realizar diez exposiciones individuales en los Amigos del Arte de Buenos Aires, colaboró en La Nación y Atlántida, y obtuvo en el Salón Nacional de Acuarelistas el premio Concejo Deliberante con el Tríptico de Tulum. En el año 1941 fue invitado a dar una Conferencia en el Teatro Nacional Cervantes, que versó sobre De lo regional a lo universal: expresiones cuyanas para el teatro argentino.

## Cese y traslado
Después de 23 años de servicios continuados en La Escuela Normal y el Colegio Nacional de San Rafael, y de sufrir un sorpresivo traslado al Colegio Nacional de Paraná, Provincia de Entre Ríos, fue cesado en el ejercicio de la docencia y se vio obligado a trasladarse a Buenos Aires con su familia. Poco después regresó a San Rafael, más tarde a Mendoza, y finalmente decide recalar nuevamente en Buenos Aires. En 1956 es reincorporado en todas sus cátedras, en Capital Federal, jubilándose en 1963.

## Nuevas exposiciones
Continuó dibujando y pintando e incorporó a la caricatura nuevos valores plásticos y fruto de ese trabajo fue su exposición, en 1964, en la Galería Witcomb, de Buenos Aires, exposición que tuvo una gran repercusión ya que elevó la caricatura a arte plástico mayor, al realizar la mayoría de ella al óleo. En 1973 realizó sus últimas exposiciones de caricaturas en el Museo de Arte Moderno de Mendoza y en el Museo de Bellas Artes de San Rafael; casi todas las obras fueron adquiridas por personalidades del lugar. Se encontraba elaborando otra exposición y escribiendo ensayos - que no llegó a publicar - cuando lo sorprendió la muerte el 25 de julio de 1974.
En 1975 la Asociación Amigos de la Avda de Mayo y del Café Tortoni le realiza un homenaje en dicho café. En el 2009 la Escuela Normal de San Rafael (Mendoza) le realiza un homenaje.
En 2009/2010, en la muestra del Museo del Dibujo y la ilustración  Bicentenario: 200 años de Humor Gráfico, realizado en el Museo Sívori, se expone su caricatura sobre H.Yrigoyen. Esta muestra recorrerá la Feria del Libro, dónde se expone otra caricatura de Yrigoyen, el Senado de la Provincia de Buenos Aires, el Museo de la Ciudad de Bs.As. y el Pasaje Dardo Rocha de La Plata.
De abril a junio del 2010, en el Museo Nacional de Bellas Artes se realiza la muestra de la Revista Martín Fierro, donde se exponen una obra de Antonio Bermúdez Franco, propiedad del Museo, La tejedora, y el libro del poeta Pedro Herreros, Buenos Aires grotesco y otros motivos y La trompa de falopio con la "interpretación" que A. Bermúdez Franco le realizó. Estas obras figuran en el catálogo que el Museo editó con todas las obras que se expusieron en la muestra.
Diciembre del 2010, muestra del Museo del Dibujo y la Ilustración Grandes Autores , Grandes Ilustradores , realizado en el Museo Sívori figurando en el catálogo con la ilustración que hiciera al libro La Garganta del Sapo  de José Sebastián Tallon, apareciendo comentarios al respecto en La Nación y Página 12.
Abril del 2011 se expone en la Feria del Libro la muestra Grandes Autores , Grandes Ilustradores. Buenos Aires es declarada Capital mundial del libro 
En 2014 Antonio Bermúdez Franco se incluyó como uno de los 15 principales ilustradores de libros en la Argentina, en la obra: Gutiérrez Viñuales, Rodrigo. Libros argentinos. Ilustración y modernidad (1910-1936). Buenos Aires, CEDODAL, 2014.
En noviembre de 2015 se inaugura la muestra sobre el " Diario Crítica " en el Espacio de Arte de la Fundación Osde, diario en el que colaboró Antonio Bermúdez Franco en la década del 20 .La muestra se extiende hasta 23 de enero de 2016.
En abril de 2016 se inaugura en el MUHU Museo del Humor  la muestra sobre el Centenario de la llegada de Hipólito Yrigoyen a la Presidencia de la Argentina y se expone una "interpretación " del mismo realizada por Antonio Bermúdez Franco.
17 de diciembre de 2016 se inaugura en el Museo Provincial de Bellas Artes Franklin Rawson la muestra "Continuidad y ruptura en el arte 1920/1950 " donde se exponen cinco "interpretaciones " de ABF. (Antonio Bermúdez Franco). Dicha muestra estuvo hasta el 19 de marzo de 2017.
El 10 de julio de 2017 se inaugura la muestra  "El Patrimonio Nacional del Omar Reina " en San Rafael (Mendoza), donde se expone un retrato realizado al hijo mayor de ABF Leonardo , las directoras de dicho museo explicitan que: Para el Centro Argentino y el Museo de Arte Omar Reina es un gran orgullo presentar a la comunidad esta muestra compuesta por las obras de: Aquiles Badi, Raquel Forner, Juan Carlos Castagnino, Horacio Buttler, Jorge Larco, Walter De Navazio, Enrique Policastro, Nora Borges, Antonio Franco Bermúdez, Carlos Torrallardona, Alfredo Spampinato, Victor Rebuffo, Nicolás Larocca, Horacio Butler, Ernesto Díaz La Roque.
25 de junio al 13 de julio de 2018 se inaugura en Espacio Cultural OEI-Cedodal la muestra "La Vanguardia Argentina-La Voz de los Libros (1919-1936 )" donde expone entre muchas cubiertas las que le realizó a su hermano Fernando en su poemario El Sendero Inmaculado, previa a la inauguración el curador de la misma Dr. Rodrigo Gutierrez Viñuales dio una interesantísima charla .
Del 8 al 11 de noviembre del 2018 en el marco de la decimosegunda "Feria del Libro Antiguo de Buenos Aires", organizada por Asociación de Libreros Anticuarios de la Argentina, el OEI Espacio Cultural - Buenos Aires- CEDODAL participa de la misma con la muestra "Vanguardia argentina. La voz de los libros. 1919-1936". En el CCK." La presente exposición se plantea como un selecto muestrario de la interrelación y contaminación mutua entre arte y literatura. Las dieciocho cubiertas elegidas, con su altísima calidad gráfica, ponen en evidencia la necesidad de acometer nuevas lecturas sobre la construcción historiográfica de las vanguardias..." Rodrigo Gutiérrez Viñuales .
Desde el 20 de agosto y hasta el 28 de noviembre de2021: Muestra retrospectiva de su obra "Las Interpretaciones de Antonio Bermúdez Franco" Variaciones sobre la Caricatura en dibujos y pinturas en el Museo Provincial de Bellas Artes Franklin Rawson de San Juan